# Мішель Фуше
Мішель Фуше (нар. 6 серпня 1946, Франція) — історик, географ, політолог, дипломат. Директор Європейської обсерваторії геополітики у Ліоні.

## З творчої біографії
У 1968 році закінчив географічний факультет Сорбонни.
У 1986 році — доктор філологічних і гуманітарних наук (Сорбонна). У 1989 — професор.
Викладав в Університеті Ліон-Люм'єр, Паризькій Еколь Нормаль, Інституті політичних досліджень Парижа, Європейському коледжі в Натоліні.
У 1997—2000 роках обійняв пост радника міністра закордонних справ Франції Юбера Ведріна.
У 2002—2006 роках  — посол Франції в Латвії.
У 2009 році — професор Інституту національної безпеки Франції.
Займав ряд державних постів: був членом Ради із закордонних справ, директором Центру аналізу та прогнозування МЗС Франції, директором програми розвитку Центральної та Східної Європи, консультантом Європейської комісії.

## Творчий доробок
Автор багатьох публікацій про європейську політику, зокрема книг:
- «Європа і майбутнє світу» (2009);
- «Європа: географія і геополітика» (2009);
- «Мана кордонів» (2007);
- «Фронт і кордони, геополітичний світовий огляд» (2004);
- Європейська республіка: Іст. і геогр. контури: ессе (1999).